# Miklós Bélaváry
Pour les autres membres de la famille, voir Famille Burchard-Bélaváry.
Pour les articles homonymes, voir Burchard et Bélaváry.
Dans le nom hongrois Bélaváry Miklós, le nom de famille précède le prénom, mais cet article utilise l’ordre habituel en français Miklós Bélaváry, où le prénom précède le nom.
Miklós Bélaváry de Szikava (szikavai Bélaváry Miklós en  hongrois ; Nicolaus Bélaváry en latin) est un haut fonctionnaire hongrois du XVIIe siècle. Il fut notamment trésorier de Haute-Hongrie et administrateur de la Chambre de Szepes.

## Biographie
Miklós Bélaváry, est le fils de Dávid Bélaváry, haut fonctionnaire et proche conseiller du prince Gabriel Bethlen. Homme de loi (bíró) et économiste de formation, Miklós Bélaváry est douanier royal (tricesimator en latin ; harmincados en hongrois) d'Eperjes dès 1640 pendant quinze ans avant d'être nommé en 1652 administrateur du Trésor de la Chambre de Szepes, sorte de ministère des finances pour la Haute-Hongrie. Il est trésorier de Haute-Hongrie (Felső-Magyarország pénztárnok) et maître de poste d'Eperjes de 1655 à 1661, conseiller à partir de 1661 et administrateur de la Chambre de Szepes sous Georges Ier Rákóczi de 1665 à 1667.
Les mérites de Miklós Bélaváry en tant que trésorier sont illustrés par une lettre de privilège royal datée de Pozsony (1655) qui lui accorde le droit de juger librement sur tous ses domaines, y compris le droit de haute justice (pallosjog : 1655, 1664). Il est également cité en tant que commissaire des mines de Felsőbányai (1664) et membre du bureau militaire de Haute-Hongrie (1666) (felső-magyarországi hadiszék). Seigneur de Konaszo, etc., 

## Famille
Il épouse Zsuzsanna Darholcz de Finta dont:
- Erzsébet, épouse de  Mihály Abaffy († 1687)
- Éva Bélaváry (†1702), épouse de László Ibrányi (1658-1705), célèbre colonel Kuruc[6]

Miklós épouse en secondes noces Erzsébet Madarász d'Eperjes, sœur du juge en chef de Haute-Hongrie (kassai főbíró) Márton Madarász et veuve de János Keviczky (†1655) qui fut sénateur de Turóc à partir de 1638 puis juge en chef de Haute-Hongrie (1642-1645, 1649-1652). Dont:
- David (II) Bélaváry (fl. 1673-1691), conseiller de la Chambre de Szepes, douanier royal de Homonna (1659–1666), douanier et maître de poste d'Eperjes (1669–1691), commissaire impérial puis partisan de Rákóczi lors de sa guerre d'Indépendance (1703-1711).

Il est le frère de György Bélaváry, juge militaire de Hongrie en 1662, seigneur de Vörösvár, etc.